# Палата № 6 (фільм, 1978)
«Палата № 6» (сербохорв. Paviljon VI) — югославський фільм режисера Лучіана Пінтіліе. Знятий в 1978 році. Сюжет заснований на повісті Антона Павловича Чехова «Палата № 6». У 1979 році фільм брав участь в програмі «Особливий погляд» на міжнародному Каннському кінофестивалі.

## У ролях
- Слободан Перович — головний лікар міської лікарні Андрій Юхимович Рагин
- Зоран Радміловіч — пацієнт Іван Дмитрович Громов
- Славко Шимич
- Люба Тадич
- Драгомир Чаміч
- Душан Вуджішіч
- Павле Вуїсич — сторож Микита
- Стево Жигонне

## Сюжет
У лікарняному флігелі є палата для душевнохворих під номером 6. У палаті лежать п'ять чоловік, серед них єврей Мойсейка і колишній судовий пристав Іван Дмитрович Громов.
Провінційний лікар царської Росії Андрій Ефімич Рагин зустрічається в цій палаті з пацієнтом Громовим. Вражений бунтівним духом Громова та його розумними зауваженнями, лікар проводить з ним багато часу. Візити доктора в палату стають щоденними, а їхні розмови з Громовим роблять на Андрія Ефімича глибоке враження. Лікар піддається глузуванням з боку колег.
Дія у фільмі проходить уповільнено, як і вся драма Чехова. Акцент робиться не тільки на думках головного героя, але і на проблемах, які він не здатний вирішити. Сюжет фільму заснований на однойменній драмі Чехова.